# Danh sách cầu thủ tham dự Cúp bóng đá châu Phi 2008
Đây là danh sách chính thức các cầu thủ tham dự Cúp bóng đá châu Phi 2008, được tổ chức tại Ghana vào tháng 1 và tháng 2.

## Bảng A

### Ghana
Huấn luyện viên trưởng:  Claude Le Roy
| Số | Vt | Cầu thủ              | Ngày sinh (tuổi)     | Số trận | Câu lạc bộ            |
| -- | -- | -------------------- | -------------------- | ------- | --------------------- |
| 1  |    | Sammy Adjei          | 1 tháng 9 năm 1980   | 34 0(0) | Ashdod                |
| 2  |    | Hans Sarpei          | 28 tháng 6 năm 1976  | 17 0(0) | Bayer Leverkusen      |
| 3  |    | Asamoah Gyan         | 22 tháng 11 năm 1985 | 23 (12) | Udinese               |
| 4  |    | John Paintsil        | 15 tháng 6 năm 1981  | 33 0(0) | West Ham United       |
| 5  |    | John Mensah          | 29 tháng 11 năm 1982 | 44 0(0) | Rennes                |
| 6  |    | Anthony Annan        | 21 tháng 7 năm 1986  | 06 0(0) | IK Start              |
| 7  |    | Laryea Kingston      | 7 tháng 11 năm 1980  | 19 0(4) | Hearts                |
| 8  |    | Michael Essien       | 3 tháng 12 năm 1982  | 31 0(5) | Chelsea               |
| 9  |    | Junior Agogo         | 1 tháng 8 năm 1979   | 09 0(4) | Nottingham Forest     |
| 10 |    | Kwadwo Asamoah       | 12 tháng 9 năm 1988  | 00 0(0) | Liberty Professionals |
| 11 |    | Sulley Muntari       | 27 tháng 8 năm 1984  | 31 0(8) | Portsmouth            |
| 12 |    | André Ayew           | 17 tháng 12 năm 1989 | 05 0(0) | Marseille             |
| 13 |    | Baffour Gyan         | 2 tháng 7 năm 1980   | 28 0(5) | Saturn Ramenskoye     |
| 14 |    | Bennard Yao Kumordzi | 21 tháng 3 năm 1985  | 03 0(1) | Panionios             |
| 15 |    | Ahmed Barusso        | 26 tháng 12 năm 1984 | 04 0(1) | Roma                  |
| 16 |    | Abdul Fatawu Dauda   | 6 tháng 4 năm 1985   | 00 0(0) | Ashanti Gold          |
| 17 |    | Nana Akwasi Asare    | 11 tháng 7 năm 1986  | 02 0(0) | KV Mechelen           |
| 18 |    | Eric Addo            | 12 tháng 11 năm 1978 | 17 0(0) | PSV Eindhoven         |
| 19 |    | Illiasu Shilla       | 26 tháng 10 năm 1982 | 13 0(0) | Saturn Ramenskoye     |
| 20 |    | Quincy Owusu-Abeyie  | 15 tháng 4 năm 1986  | 00 0(0) | Celta de Vigo         |
| 21 |    | Harrison Afful       | 24 tháng 6 năm 1986  | 00 0(0) | Asante Kotoko         |
| 22 |    | Richard Kingson      | 13 tháng 6 năm 1978  | 47 0(0) | Birmingham City       |
| 23 |    | Haminu Dramani       | 1 tháng 4 năm 1986   | 17 0(2) | Lokomotiv Moscow      |

### Guinée
Huấn luyện viên trưởng:  Robert Nouzaret
| Số | Vt | Cầu thủ               | Ngày sinh (tuổi)     | Số trận | Câu lạc bộ      |
| -- | -- | --------------------- | -------------------- | ------- | --------------- |
| 1  |    | Naby Diarso           | 1 tháng 1 năm 1977   |         | Satellite       |
| 2  |    | Pascal Feindouno      | 27 tháng 2 năm 1981  |         | Saint-Étienne   |
| 3  |    | Ibrahima Camara       | 1 tháng 1 năm 1985   |         | Le Mans UC72    |
| 4  |    | Mohamed Cisse         | 10 tháng 2 năm 1982  |         | Bursaspor       |
| 5  |    | Bobo Baldé            | 5 tháng 10 năm 1975  |         | Celtic          |
| 6  |    | Kamil Zayatte         | 7 tháng 3 năm 1985   |         | BSC Young Boys  |
| 7  |    | Fodé Mansaré          | 3 tháng 9 năm 1981   |         | Toulouse        |
| 8  |    | Kanfory Sylla         | 7 tháng 7 năm 1980   |         | Sivasspor       |
| 9  |    | Victor Correia        | 12 tháng 1 năm 1985  |         | Cherbourg       |
| 10 |    | Ismaël Bangoura       | 2 tháng 1 năm 1985   |         | Dynamo Kyiv     |
| 11 |    | Souleymane Youla      | 29 tháng 11 năm 1981 |         | Lille           |
| 12 |    | Alsény Camara         | 4 tháng 11 năm 1986  |         | Rodez AF        |
| 13 |    | Mohamed Sacko         | 5 tháng 8 năm 1988   |         | Étoile du Sahel |
| 14 |    | Naby Soumah           | 22 tháng 4 năm 1988  |         | Sfaxien         |
| 15 |    | Oumar Kalabane        | 8 tháng 4 năm 1981   |         | Manisaspor      |
| 16 |    | Kémoko Camara         | 5 tháng 4 năm 1975   |         | Cầu thủ tự do   |
| 17 |    | Mamadou Alimou Diallo | 2 tháng 12 năm 1984  |         | Sivasspor       |
| 18 |    | Samuel Johnson        | 25 tháng 1 năm 1984  |         | Ismaily         |
| 19 |    | Karamoko Cisse        | 14 tháng 11 năm 1988 |         | Verona          |
| 20 |    | Habib Jean Balde      | 8 tháng 2 năm 1985   |         | Stade Reims     |
| 21 |    | Daouda Jabi           | 10 tháng 4 năm 1981  |         | Trabzonspor     |
| 22 |    | Naby Yattara          | 12 tháng 1 năm 1984  |         | RACS Couillet   |
| 23 |    | Mamadou Bah           | 25 tháng 4 năm 1988  |         | RC Strasbourg   |

### Maroc
Huấn luyện viên trưởng:  Henri Michel
| Số | Vt | Cầu thủ              | Ngày sinh (tuổi)  | Số trận | Câu lạc bộ                  |
| -- | -- | -------------------- | ----------------- | ------- | --------------------------- |
| 1  |    | Nadir Lamyaghri      | 13 tháng 2, 1976  |         | Wydad Casablanca            |
| 2  |    | Mickaël Chrétien     | 10 tháng 7, 1984  |         | Nancy                       |
| 3  |    | Hicham Mahdoufi      | 5 tháng 8, 1984   |         | Metalist Kharkiv            |
| 4  |    | Abdeslam Ouaddou     | 1 tháng 11, 1978  |         | Valenciennes                |
| 5  |    | Talal El Karkouri    | 8 tháng 7, 1976   |         | Qatar Sports Club           |
| 6  |    | Amin Erbati          | 3 tháng 9, 1981   |         | Dhafra                      |
| 7  |    | Soufiane Alloudi     | 1 tháng 7, 1983   |         | Al-Ain                      |
| 8  |    | Abdelkarim Kissi     | 5 tháng 5, 1980   |         | Enosis Neon Paralimni       |
| 9  |    | Bouchaib El Moubarki | 12 tháng 1, 1978  |         | Grenoble Foot 38            |
| 10 |    | Tarik Sektioui       | 13 tháng 5, 1977  |         | Porto                       |
| 11 |    | Moncef Zerka         | 31 tháng 8, 1981  |         | Nancy                       |
| 12 |    | Khalid Fouhami       | 15 tháng 12, 1972 |         | Raja Casablanca             |
| 13 |    | Houssine Kharja      | 9 tháng 11, 1982  |         | Piacenza                    |
| 14 |    | Abdessamad Chahiri   | 17 tháng 5, 1982  |         | Difaa El Jadida             |
| 15 |    | Youssef Safri        | 3 tháng 1, 1977   |         | Southampton                 |
| 16 |    | Youssef Mokhtari     | 5 tháng 3, 1979   |         | Al-Rayyan Sports Club       |
| 17 |    | Marouane Chamakh     | 10 tháng 1, 1984  |         | Girondins de Bordeaux       |
| 18 |    | Abderrahman Kabous   | 24 tháng 4, 1983  |         | CSKA Sofia                  |
| 19 |    | Jamal Alioui         | 6 tháng 2, 1982   |         | Sion                        |
| 20 |    | Youssouf Hadji       | 3 tháng 6, 1980   |         | Nancy                       |
| 21 |    | Badr El Kaddouri     | 31 tháng 1, 1981  |         | Dynamo Kyiv                 |
| 22 |    | Abdelillah Bagui     | 1 tháng 1, 1978   |         | Maghreb Fez                 |
| 23 |    | Hicham Aboucherouane | 2 tháng 4, 1981   |         | Espérance Sportive de Tunis |

### Namibia
Huấn luyện viên trưởng:  Arie Schans
| Số | Vt | Cầu thủ               | Ngày sinh (tuổi)  | Số trận | Câu lạc bộ         |
| -- | -- | --------------------- | ----------------- | ------- | ------------------ |
| 1  |    | Athiel Mbaha          | 5 tháng 12, 1976  |         | Orlando Pirates    |
| 2  |    | Jeremiah Baisako      | 13 tháng 7, 1980  |         | Free State Stars   |
| 3  |    | Hartman Toromba       | 2 tháng 11, 1984  |         | Black Leopards     |
| 4  |    | Maleagi Ngarizemo     | 20 tháng 6, 1979  |         | FC Cape Town       |
| 5  |    | Richard Gariseb       | 3 tháng 2, 1980   |         | Wits University    |
| 6  |    | Franklin April        | 18 tháng 4, 1984  |         | Civics             |
| 7  |    | Collin Benjamin       | 3 tháng 8, 1978   |         | Hamburg            |
| 8  |    | Oliver Risser         | 17 tháng 9, 1980  |         | Cầu thủ tự do      |
| 9  |    | Levis Swartbooi       | 18 tháng 3, 1984  |         | Primeiro de Agosto |
| 10 |    | Abraham Shatimuene    | 2 tháng 4, 1986   |         | Primeiro de Agosto |
| 11 |    | Sydney Plaatjies      | 25 tháng 11, 1981 |         | Jomo Cosmos        |
| 12 |    | Muna Katupose         | 22 tháng 2, 1988  |         | Oshakati City      |
| 13 |    | Michael Pienaar       | 10 tháng 10, 1982 |         | Free State Stars   |
| 14 |    | Brian Brendell        | 7 tháng 9, 1986   |         | Civics             |
| 15 |    | Rudolph Bester        | 19 tháng 7, 1983  |         | Eleven Arrows      |
| 16 |    | Abisai Shiningayamwe  | 3 tháng 8, 1978   |         | Jomo Cosmos        |
| 17 |    | Quinton Jacobs        | 21 tháng 1, 1979  |         | Bryne              |
| 18 |    | Gottlieb Nakuta       | 8 tháng 5, 1988   |         | Blue Waters        |
| 19 |    | Lazarus Kaimbi        | 12 tháng 8, 1988  |         | Jomo Cosmos        |
| 20 |    | Pineas Jacob          | 29 tháng 10, 1985 |         | Free State Stars   |
| 21 |    | Wycliff Kambonde      | 10 tháng 1, 1988  |         | Jomo Cosmos        |
| 22 |    | Jamuovandu Ngatjizeko | 28 tháng 12, 1984 |         | Civics             |
| 23 |    | Ephraim Tjihonge      | 23 tháng 5, 1986  |         | Black Leopards     |

## Bảng B

### Benin
Huấn luyện viên trưởng:  Reinhard Fabisch
| Số | Vt | Cầu thủ            | Ngày sinh (tuổi)  | Số trận | Câu lạc bộ          |
| -- | -- | ------------------ | ----------------- | ------- | ------------------- |
| 1  |    | Rachad Chitou      | 18 tháng 9, 1976  |         | Wikki Tourists      |
| 2  |    | Djiman Koukou      | 14 tháng 11, 1980 |         | Soleil FC           |
| 3  |    | Khaled Adenon      | 28 tháng 7, 1985  |         | Le Mans             |
| 4  |    | Bio Ai Traore      | 9 tháng 6, 1985   |         | Panthères FC        |
| 5  |    | Damien Chrysostome | 24 tháng 5, 1982  |         | Casale              |
| 6  |    | Jonas Okétola      | 27 tháng 8, 1983  |         | Thanda Royal Zulu   |
| 7  |    | Romauld Boco       | 8 tháng 7, 1985   |         | Accrington Stanley  |
| 8  |    | Razak Omotoyossi   | 8 tháng 10, 1985  |         | Helsingborgs IF     |
| 9  |    | Abou Maiga         | 20 tháng 9, 1985  |         | US Créteil          |
| 10 |    | Oumar Tchomogo     | 7 tháng 1, 1978   |         | Portimonense S.C.   |
| 11 |    | Oscar Olou         | 16 tháng 11, 1987 |         | FC Rouen            |
| 12 |    | Achille Rouga      | 10 tháng 6, 1987  |         | Stade Rennes        |
| 13 |    | Noël Séka          | 3 tháng 9, 1984   |         | FC Fyn              |
| 14 |    | Alain Gaspoz       | 16 tháng 5, 1970  |         | FC Bagnes           |
| 15 |    | Anicet Adjamossi   | 15 tháng 3, 1984  |         | US Créteil          |
| 16 |    | Yoann Djidonou     | 17 tháng 5, 1986  |         | Red Star Saint-Ouen |
| 17 |    | Stéphane Sessegnon | 1 tháng 6, 1984   |         | Le Mans             |
| 18 |    | Seidath Tchomogo   | 13 tháng 8, 1985  |         | East Riffa Club     |
| 19 |    | Jocelyn Ahouéya    | 19 tháng 12, 1985 |         | FC Sion             |
| 20 |    | Wassiou Oladipikpo | 17 tháng 12, 1983 |         | JS Kabylie          |
| 21 |    | Sosthene Soglo     | 3 tháng 7, 1986   |         | Energie FC          |
| 22 |    | Valere Amoussou    | 13 tháng 3, 1987  |         | Mogas 90 FC         |
| 23 |    | Abdoulaye Ouzerou  | 24 tháng 10, 1985 |         | Buffles FC          |

### Côte d'Ivoire
Huấn luyện viên trưởng:  Gerard Gili
| Số | Vt | Cầu thủ         | Ngày sinh (tuổi)  | Số trận | Câu lạc bộ               |
| -- | -- | --------------- | ----------------- | ------- | ------------------------ |
| 1  |    | Boubacar Barry  | 30 tháng 12, 1979 |         | Lokeren                  |
| 2  |    | Constant Djapka | 17 tháng 10, 1986 |         | Pandurii                 |
| 3  |    | Arthur Boka     | 2 tháng 4, 1983   |         | Stuttgart                |
| 4  |    | Kolo Touré      | 19 tháng 3, 1981  |         | Arsenal                  |
| 5  |    | Didier Zokora   | 14 tháng 12, 1980 |         | Tottenham Hotspur        |
| 6  |    | Steve Gohouri   | 8 tháng 2, 1981   |         | Borussia Mönchengladbach |
| 7  |    | Emerse Faé      | 24 tháng 1, 1984  |         | Reading                  |
| 8  |    | Salomon Kalou   | 15 tháng 8, 1985  |         | Chelsea                  |
| 9  |    | Arouna Koné     | 11 tháng 11, 1983 |         | Sevilla                  |
| 10 |    | Gervinho        | 27 tháng 5, 1988  |         | Le Mans                  |
| 11 |    | Didier Drogba   | 11 tháng 3, 1978  |         | Chelsea                  |
| 12 |    | Abdoulaye Méïté | 6 tháng 10, 1980  |         | Bolton Wanderers         |
| 13 |    | Romaric         | 4 tháng 6, 1983   |         | Le Mans                  |
| 14 |    | Bakari Koné     | 17 tháng 9, 1981  |         | Nice                     |
| 15 |    | Aruna Dindane   | 26 tháng 11, 1980 |         | Lens                     |
| 16 |    | Stephan Loboué  | 23 tháng 8, 1981  |         | Greuther Fürth           |
| 17 |    | Siaka Tiéné     | 22 tháng 2, 1982  |         | Saint Etienne            |
| 18 |    | Kader Keïta     | 6 tháng 8, 1981   |         | Olympique Lyon           |
| 19 |    | Yaya Touré      | 13 tháng 5, 1983  |         | Barcelona                |
| 20 |    | Boubacar Sanogo | 12 tháng 12, 1982 |         | Werder Bremen            |
| 21 |    | Emmanuel Eboué  | 4 tháng 6, 1983   |         | Arsenal                  |
| 22 |    | Marc Zoro       | 27 tháng 12, 1983 |         | Benfica                  |
| 23 |    | Tiassé Koné     | 17 tháng 10, 1987 |         | Spartak Nalchik          |

### Mali
Huấn luyện viên trưởng:  Jean-François Jodar
| Số | Vt | Cầu thủ               | Ngày sinh (tuổi)  | Số trận | Câu lạc bộ          |
| -- | -- | --------------------- | ----------------- | ------- | ------------------- |
| 1  |    | Mahamadou Sidibè      | 8 tháng 10, 1978  |         | PAS Giannina F.C.   |
| 2  |    | Boubacar Koné         | 21 tháng 8, 1984  |         | Maghreb Fez         |
| 3  |    | Adama Tamboura        | 18 tháng 5, 1985  |         | Helsingborgs IF     |
| 4  |    | Adama Coulibaly       | 10 tháng 9, 1980  |         | RC Lens             |
| 5  |    | Souleymane Diamoutene | 30 tháng 1, 1983  |         | US Lecce            |
| 6  |    | Mahamadou Diarra      | 18 tháng 5, 1981  |         | Real Madrid C.F.    |
| 7  |    | Mamady Sidibe         | 18 tháng 12, 1979 |         | Stoke City          |
| 8  |    | Basala Touré          | 21 tháng 2, 1976  |         | Levadiakos F.C.     |
| 9  |    | Amadou Sidibe         | 19 tháng 2, 1986  |         | Djoliba AC          |
| 10 |    | Dramane Traoré        | 17 tháng 6, 1982  |         | FC Lokomotiv Moscow |
| 11 |    | Djibril Sidibe        | 23 tháng 3, 1982  |         | LB Châteauroux      |
| 12 |    | Seydou Keita          | 16 tháng 1, 1980  |         | Sevilla FC          |
| 13 |    | Mamadou Diallo        | 17 tháng 4, 1982  |         | Qatar SC            |
| 14 |    | Drissa Diakité        | 18 tháng 2, 1985  |         | OGC Nice            |
| 15 |    | Cédric Kanté          | 6 tháng 7, 1979   |         | OGC Nice            |
| 16 |    | Soumaila Diakite      | 25 tháng 8, 1984  |         | Stade Malien        |
| 17 |    | Sammy Traoré          | 25 tháng 2, 1976  |         | AJ Auxerre          |
| 18 |    | Souleymane Dembele    | 3 tháng 9, 1984   |         | Djoliba AC          |
| 19 |    | Frédéric Kanouté      | 2 tháng 9, 1977   |         | Sevilla FC          |
| 20 |    | Mohamed Sissoko       | 27 tháng 1, 1985  |         | Liverpool           |
| 21 |    | Mahamadou Dissa       | 18 tháng 5, 1979  |         | K.S.V. Roeselare    |
| 22 |    | Oumar Sissoko         | 13 tháng 9, 1987  |         | FC Metz             |
| 23 |    | Moussa Coulibaly      | 19 tháng 5, 1981  |         | MC Algiers          |

### Nigeria
Huấn luyện viên trưởng:  Berti Vogts
| Số | Vt | Cầu thủ                | Ngày sinh (tuổi)  | Số trận | Câu lạc bộ              |
| -- | -- | ---------------------- | ----------------- | ------- | ----------------------- |
| 1  |    | Vincent Enyeama        | 29 tháng 8, 1982  |         | Hapoel Tel Aviv         |
| 2  |    | Joseph Yobo            | 6 tháng 9, 1980   |         | Everton                 |
| 3  |    | Taye Taiwo             | 16 tháng 4, 1985  |         | Olympique de Marseille  |
| 4  |    | Nwankwo Kanu           | 1 tháng 8, 1976   |         | Portsmouth              |
| 5  |    | Obinna Nwaneri         | 18 tháng 3, 1982  |         | Sion                    |
| 6  |    | Danny Shittu           | 2 tháng 9, 1980   |         | Watford                 |
| 7  |    | John Utaka             | 8 tháng 1, 1982   |         | Portsmouth              |
| 8  |    | Yakubu Aiyegbeni       | 22 tháng 11, 1982 |         | Everton                 |
| 9  |    | Obafemi Martins        | 28 tháng 10, 1984 |         | Newcastle United        |
| 10 |    | Mikel John Obi         | 22 tháng 4, 1987  |         | Chelsea                 |
| 11 |    | Peter Odemwingie       | 15 tháng 7, 1981  |         | Lokomotiv Moscow        |
| 12 |    | Austin Ejide           | 8 tháng 4, 1984   |         | Bastia                  |
| 13 |    | Rabiu Afolabi          | 18 tháng 4, 1980  |         | Sochaux-Montbéliard     |
| 14 |    | Seyi George Olofinjana | 12 tháng 6, 1980  |         | Wolverhampton Wanderers |
| 15 |    | Ikechukwu Uche         | 5 tháng 1, 1984   |         | Getafe                  |
| 16 |    | Dickson Etuhu          | 8 tháng 6, 1982   |         | Sunderland              |
| 17 |    | Stephen Makinwa        | 26 tháng 7, 1983  |         | Lazio                   |
| 18 |    | Victor Nsofor Obinna   | 25 tháng 3, 1987  |         | Chievo                  |
| 19 |    | Ifeanyi Emeghara       | 24 tháng 3, 1984  |         | Steaua Bucharest        |
| 20 |    | Onyekachi Okonkwo      | 13 tháng 5, 1982  |         | Zürich                  |
| 21 |    | Richard Eromoigbe      | 26 tháng 6, 1984  |         | Levski Sofia            |
| 22 |    | Onyekachi Apam         | 30 tháng 12, 1985 |         | OGC Nice                |
| 23 |    | Dele Aiyenugba         | 20 tháng 11, 1983 |         | Bnei Yehuda             |

## Bảng C

### Cameroon
Huấn luyện viên trưởng:  Otto Pfister
| Số | Vt | Cầu thủ                | Ngày sinh (tuổi)  | Số trận | Câu lạc bộ               |
| -- | -- | ---------------------- | ----------------- | ------- | ------------------------ |
| 1  |    | Carlos Kameni          | 18 tháng 2, 1984  |         | RCD Espanyol             |
| 2  |    | Gilles Augustin Binya  | 29 tháng 8, 1984  |         | S.L. Benfica             |
| 3  |    | Bill Tchato            | 14 tháng 5, 1975  |         | Qatar SC                 |
| 4  |    | Rigobert Song(C)       | 1 tháng 7, 1976   |         | Galatasaray SK           |
| 5  |    | Timothée Atouba        | 17 tháng 2, 1982  |         | Hamburger SV             |
| 6  |    | Benoit Angbwa          | 1 tháng 1, 1982   |         | FC Krylya Sovetov Samara |
| 7  |    | Modeste Mbami          | 9 tháng 10, 1982  |         | Olympique de Marseille   |
| 8  |    | Geremi Njitap          | 20 tháng 12, 1978 |         | Newcastle United         |
| 9  |    | Samuel Eto'o           | 10 tháng 3, 1981  |         | FC Barcelona             |
| 10 |    | Achille Emana          | 5 tháng 6, 1982   |         | Toulouse FC              |
| 11 |    | Jean II Makoun         | 29 tháng 5, 1983  |         | Lille OSC                |
| 12 |    | Alain Nkong            | 6 tháng 4, 1979   |         | Atlante                  |
| 13 |    | Landry N'Guemo         | 28 tháng 11, 1985 |         | AS Nancy                 |
| 14 |    | Joel Epalle            | 20 tháng 2, 1978  |         | VfL Bochum               |
| 15 |    | Alexandre Song         | 9 tháng 9, 1987   |         | Arsenal                  |
| 16 |    | Souleymanou Hamidou    | 22 tháng 11, 1973 |         | Denizlispor              |
| 17 |    | Mohamadou Idrissou     | 8 tháng 3, 1980   |         | MSV Duisburg             |
| 18 |    | Bertin Tomou           | 8 tháng 8, 1978   |         | Mouscron                 |
| 19 |    | Stephane Mbia          | 20 tháng 5, 1986  |         | Stade Rennais            |
| 20 |    | Paul Essola            | 13 tháng 12, 1981 |         | SC Bastia                |
| 21 |    | Joseph-Desire Job      | 1 tháng 12, 1977  |         | OGC Nice                 |
| 22 |    | Janvier Charles Mbarga | 27 tháng 9, 1985  |         | Canon Yaoundé            |
| 23 |    | André Bikey            | 8 tháng 1, 1985   |         | Reading                  |

### Ai Cập
Huấn luyện viên trưởng:  Hassan Shehata
| Số | Vt | Cầu thủ              | Ngày sinh (tuổi)     | Số trận | Câu lạc bộ    |
| -- | -- | -------------------- | -------------------- | ------- | ------------- |
| 1  |    | Essam El-Hadary (C)  | 15 tháng 1 năm 1973  |         | Al-Ahly       |
| 2  |    | Mahmoud Fathallah    | 12 tháng 2 năm 1982  |         | Al-Zamalek    |
| 3  |    | Ahmed El-Mohamadi    | 9 tháng 9 năm 1987   |         | ENPPI         |
| 4  |    | Ibrahim Said         | 16 tháng 10 năm 1979 |         | Ankaragücü    |
| 5  |    | Shady Mohamed        | 29 tháng 11 năm 1977 |         | Al-Ahly       |
| 6  |    | Hani Said            | 22 tháng 4 năm 1980  |         | Ismaily       |
| 7  |    | Ahmed Fathy          | 10 tháng 11 năm 1984 |         | Al-Ahly       |
| 8  |    | Hosny                | 1 tháng 11 năm 1984  |         | Ismaily       |
| 9  |    | Mohamed Zidan        | 11 tháng 12 năm 1981 |         | Hamburger SV  |
| 10 |    | Emad Moteab          | 20 tháng 2 năm 1983  |         | Al-Ahly       |
| 11 |    | Mohamed Shawky       | 5 tháng 10 năm 1981  |         | Middlesbrough |
| 12 |    | Omar Gamal           | 16 tháng 9 năm 1982  |         | Ismaily       |
| 13 |    | Tarek El-Sayed       | 9 tháng 10 năm 1978  |         | Al-Zamalek    |
| 14 |    | Sayed Moawad         | 25 tháng 2 năm 1979  |         | Ismaily       |
| 15 |    | Ahmed Shaaban        | 10 tháng 10 năm 1978 |         | Petrojet      |
| 16 |    | Mohamed Abdel Monsef | 6 tháng 2 năm 1977   |         | Al-Zamalek    |
| 17 |    | Ahmed Hassan         | 2 tháng 5 năm 1975   |         | Anderlecht    |
| 18 |    | Mohamed Fadl         | 21 tháng 7 năm 1981  |         | Ismaily       |
| 19 |    | Amr Zaky             | 1 tháng 4 năm 1983   |         | Al-Zamalek    |
| 20 |    | Wael Gomaa           | 3 tháng 8 năm 1975   |         | Al-Siliya     |
| 21 |    | Hassan Mostafa       | 20 tháng 11 năm 1979 |         | Al-Wahda      |
| 22 |    | Mohamed Aboutreika   | 7 tháng 11 năm 1978  |         | Al-Ahly       |
| 23 |    | Mohamed Sobhy        | 30 tháng 8 năm 1981  |         | Ismaily       |

### Sudan
Huấn luyện viên trưởng:  Mohamed Abdallah
| Số | Vt | Cầu thủ                     | Ngày sinh (tuổi)     | Số trận | Câu lạc bộ |
| -- | -- | --------------------------- | -------------------- | ------- | ---------- |
| 1  |    | Akram Salim                 | 27 tháng 2 năm 1987  |         | Al-Merrikh |
| 2  |    | Omer Bakhit                 | 24 tháng 11 năm 1984 |         | Al-Hilal   |
| 3  |    | Musa Al Tayeb               | 15 tháng 6 năm 1984  |         | Al-Merrikh |
| 4  |    | Mohamed Khider              | 01 tháng 1 năm 1985  |         | Al-Hilal   |
| 5  |    | Alaa Eldin Yousif           | 1 tháng 1 năm 1982   |         | Al-Hilal   |
| 6  |    | Richard Gastin              | 5 tháng 10 năm 1979  |         | Al-Hilal   |
| 7  |    | Alaadin Ahmed Katoul Gibril | 7 tháng 12 năm 1978  |         | Al-Hilal   |
| 8  |    | Haitham Mustafa             | 19 tháng 7 năm 1977  |         | Al-Hilal   |
| 9  |    | Hamouda Bashir              | 1 tháng 1 1983       |         | Al-Hilal,  |
| 10 |    | Haytham Tambal              | 28 tháng 11 năm 1978 |         | Al-Merrikh |
| 11 |    | Alaa Babiker                | 16 tháng 12 năm 1984 |         | Al-Merrikh |
| 12 |    | Bader Galag                 | 1 tháng 4 năm 1981   |         | Al-Merrikh |
| 13 |    | Mohamed Tahir               | 3 tháng 12 năm 1982  |         | Al-Hilal   |
| 14 |    | Mugahid Ahmed Mohamed       | 19 tháng 1 năm 1976  |         | Al-Merrikh |
| 15 |    | Amir Koku                   | 8 tháng 12 năm 1979  |         | Al-Merrikh |
| 16 |    | Elmuez Mahgoub Abdalla      | 14 tháng 8 năm 1978  |         | Al-Hilal   |
| 17 |    | Faisal Agab                 | 24 tháng 8, 1978     |         | Al-Merrikh |
| 18 |    | Khalid Jolit                | 3 tháng 1 năm 1981   |         | Al-Hilal   |
| 19 |    | Ahmed Adam Al Basha         | 02 tháng 1,1982      |         | Al-Merrikh |
| 20 |    | Abdel Amari                 | 20 tháng 8, 1984     |         | Al-Merrikh |
| 21 |    | Mohamed Rihan               | 1 tháng 1, 1978      |         | Al-Merrikh |
| 22 |    | Saifeldin Masawi            |                      |         | Al-Hilal   |
| 23 |    | Hassan Korongo              | 28 tháng 2 năm 1985  |         | Al-Hilal   |

### Zambia
Huấn luyện viên trưởng:  Patrick Phiri
| Số | Vt | Cầu thủ          | Ngày sinh (tuổi)  | Số trận | Câu lạc bộ              |
| -- | -- | ---------------- | ----------------- | ------- | ----------------------- |
| 1  |    | Mike Poto        | 15 tháng 1, 1981  |         | Green Buffaloes FC      |
| 2  |    | Jacob Mulenga    | 12 tháng 2, 1984  |         | RC Strasbourg           |
| 3  |    | Kennedy Nketani  | 25 tháng 11, 1984 |         | Zanaco F.C.             |
| 4  |    | Joseph Musonda   | 30 tháng 5, 1977  |         | Golden Arrows           |
| 5  |    | Hichani Himoonde | 15 tháng 6, 1985  |         | Lusaka Dynamos F.C.     |
| 6  |    | Francis Kasonde  | 28 tháng 12, 1979 |         | Power Dynamos F.C.      |
| 7  |    | Clifford Mulenga | 5 tháng 8, 1987   |         | Maccabi Petach Tikva FC |
| 8  |    | Isaac Chansa     | 23 tháng 3, 1984  |         | Helsingborgs IF         |
| 9  |    | Felix Sunzu      | 2 tháng 5, 1989   |         | Konkola Blades          |
| 10 |    | Ian Bakala       | 1 tháng 11, 1980  |         | Primeiro de Agosto      |
| 11 |    | Chris Katongo    | 31 tháng 8, 1982  |         | Brøndby IF              |
| 12 |    | Dube Phiri       | 16 tháng 1, 1983  |         | Primeiro de Agosto      |
| 13 |    | Willy Chinyama   | 19 tháng 4, 1984  |         | ZESCO United F.C.       |
| 14 |    | Emmanuel Mayuka  | 21 tháng 11, 1990 |         | Kabwe Warriors          |
| 15 |    | Kampamba Chintu  | 28 tháng 12, 1980 |         | Free State Stars        |
| 16 |    | Kennedy Mweene   | 11 tháng 12, 1984 |         | Free State Stars        |
| 17 |    | Rainford Kalaba  | 14 tháng 8, 1986  |         | ZESCO United F.C.       |
| 18 |    | Billy Mwanza     | 1 tháng 1, 1983   |         | Golden Arrows           |
| 19 |    | Clive Hachilensa | 17 tháng 9, 1979  |         | ZESCO United F.C.       |
| 20 |    | Felix Katongo    | 18 tháng 4, 1984  |         | Primeiro de Agosto      |
| 21 |    | James Chamanga   | 2 tháng 2, 1980   |         | Moroka Swallows         |
| 22 |    | Kalililo Kakonje | 1 tháng 1, 1985   |         | AmaZulu F.C.            |
| 23 |    | William Njovu    | 27 tháng 4, 1987  |         | Lusaka Dynamos          |

## Bảng D

### Angola
Huấn luyện viên trưởng:  Luís Oliveira Gonçalves
| Số | Vt | Cầu thủ       | Ngày sinh (tuổi)     | Số trận | Câu lạc bộ      |
| -- | -- | ------------- | -------------------- | ------- | --------------- |
| 1  |    | Lamá          | 1 tháng 2 năm 1981   | 9       | Petro Atletico  |
| 2  |    | Marco Airosa  | 6 tháng 8 năm 1984   | 2       | CD Fátima       |
| 3  |    | Jamba         | 10 tháng 7 năm 1977  | 38      | AS Aviacao      |
| 4  |    | Machado       | 24 tháng 12 năm 1985 |         | Anadia F.C.     |
| 5  |    | Kali          | 11 tháng 10 năm 1978 | 25      | FC Sion         |
| 6  |    | Yamba Asha    | 31 tháng 7 năm 1978  | 49      | Petro Atletico  |
| 7  |    | Figueiredo    | 28 tháng 11 năm 1972 | 28      | Östers IF       |
| 8  |    | André Macanga | 14 tháng 5 năm 1978  | 35      | Al-Kuwait       |
| 9  |    | Mateus        | 19 tháng 6 năm 1984  | 7       | Boavista F.C.   |
| 10 |    | Maurito       | 24 tháng 6 năm 1981  | 16      | Al-Kuwait       |
| 11 |    | Gilberto      | 21 tháng 9 năm 1982  |         | Al-Ahly         |
| 12 |    | Nuno          | 27 tháng 2 năm 1980  |         | AS Aviacao      |
| 13 |    | Édson         | 2 tháng 3 năm 1980   | 8       | Pacos Ferreira  |
| 14 |    | Mendonça      | 9 tháng 10 năm 1982  | 37      | Belenenses      |
| 15 |    | Rui Marques   | 3 tháng 9 năm 1977   | 3       | Leeds United    |
| 16 |    | Flávio        | 30 tháng 12 năm 1979 | 47      | Al-Ahly         |
| 17 |    | Zé Kalanga    | 12 tháng 10 năm 1983 | 26      | Boavista F.C.   |
| 18 |    | Love          | 14 tháng 3 năm 1979  | 36      | Primeiro Agosto |
| 19 |    | Dedé          | 4 tháng 7 năm 1981   |         | Pacos Ferreira  |
| 20 |    | Locó          | 25 tháng 12 năm 1984 | 14      | Primeiro Agosto |
| 21 |    | Luis Delgado  | 1 tháng 11 năm 1979  | 20      | FC Metz         |
| 22 |    | Mário         | 1 tháng 6 năm 1985   | 1       | InterClube      |
| 23 |    | Manucho       | 7 tháng 3 năm 1983   | 10      | Petro Atletico  |

### Senegal
Huấn luyện viên trưởng:  Henryk Kasperczak
| Số | Vt | Cầu thủ               | Ngày sinh (tuổi)  | Số trận | Câu lạc bộ           |
| -- | -- | --------------------- | ----------------- | ------- | -------------------- |
| 1  |    | Tony Sylva            | 17 tháng 5, 1975  |         | Lille                |
| 2  |    | Ibrahima Sonko        | 22 tháng 1, 1981  |         | Reading              |
| 3  |    | Guirane N'Daw         | 24 tháng 4, 1984  |         | Sochaux              |
| 4  |    | Mohamed Sarr          | 23 tháng 12, 1983 |         | Standard Liège       |
| 5  |    | Souleymane Diawara    | 24 tháng 12, 1978 |         | Bordeaux             |
| 6  |    | Ibrahima Faye         | 22 tháng 10, 1979 |         | Troyes               |
| 7  |    | Henri Camara          | 10 tháng 5, 1977  |         | West Ham United      |
| 8  |    | Mamadou Niang         | 13 tháng 10, 1983 |         | Marseille            |
| 9  |    | Babacar Gueye         | 2 tháng 3, 1986   |         | Metz                 |
| 10 |    | Ousmane N'Doye        | 21 tháng 3, 1978  |         | Académica de Coimbra |
| 11 |    | El Hadji Diouf (c)    | 15 tháng 1, 1981  |         | Bolton Wanderers     |
| 12 |    | Moustapha Bayal Sall  | 30 tháng 11, 1985 |         | Saint-Étienne        |
| 13 |    | Lamine Diatta         | 2 tháng 7, 1975   |         | Beşiktaş             |
| 14 |    | Papa Waigo N'Diayè    | 20 tháng 1, 1984  |         | Genoa                |
| 15 |    | Diomansy Kamara       | 8 tháng 11, 1980  |         | Fulham               |
| 16 |    | Cheick N'Diaye        | 15 tháng 2, 1985  |         | Creteil              |
| 17 |    | Modou Sougou          | 18 tháng 12, 1984 |         | União de Leiria      |
| 18 |    | Frédéric Mendy        | 6 tháng 11, 1981  |         | Bastia               |
| 19 |    | Papa Bouba Diop       | 28 tháng 1, 1980  |         | Portsmouth FC        |
| 20 |    | Abdoulaye Diagne-Faye | 26 tháng 2, 1978  |         | Newcastle United     |
| 21 |    | Habib Beye            | 19 tháng 10, 1977 |         | Newcastle United     |
| 22 |    | Papa Malick Ba        | 11 tháng 11, 1980 |         | Basel                |
| 23 |    | Bouna Coundoul        | 4 tháng 3, 1982   |         | Colorado Rapids      |

### Nam Phi
Huấn luyện viên trưởng:  Carlos Alberto Parreira
| Số | Vt | Cầu thủ             | Ngày sinh (tuổi)  | Số trận | Câu lạc bộ          |
| -- | -- | ------------------- | ----------------- | ------- | ------------------- |
| 1  |    | Rowen Fernandez     | 28 tháng 2, 1978  |         | Arminia Bielefeld   |
| 2  |    | Bevan Fransman      | 31 tháng 10, 1983 |         | Moroka Swallows     |
| 3  |    | Tsepo Masilela      | 5 tháng 5, 1985   |         | Maccabi Haifa       |
| 4  |    | Aaron Mokoena       | 25 tháng 11, 1980 |         | Blackburn Rovers    |
| 5  |    | Nasief Morris       | 16 tháng 4, 1981  |         | Panathinaikos       |
| 6  |    | Lance Davids        | 11 tháng 4, 1985  |         | Djurgårdens IF      |
| 7  |    | Tumelo Nhlapo       | 20 tháng 1, 1988  |         | Bloemfontein Celtic |
| 8  |    | Siphiwe Tshabalala  | 25 tháng 9, 1984  |         | Kaizer Chiefs       |
| 9  |    | Surprise Moriri     | 20 tháng 3, 1980  |         | Mamelodi Sundowns   |
| 10 |    | Steven Pienaar      | 17 tháng 3, 1982  |         | Everton             |
| 11 |    | Elrio van Heerden   | 11 tháng 7, 1983  |         | Club Brugge         |
| 12 |    | Teko Modise         | 22 tháng 12, 1982 |         | Orlando Pirates     |
| 13 |    | Benson Mhlongo      | 9 tháng 11, 1980  |         | Mamelodi Sundowns   |
| 14 |    | Lerato Chabangu     | 15 tháng 8, 1985  |         | Mamelodi Sundowns   |
| 15 |    | Sibusiso Zuma       | 23 tháng 6, 1975  |         | Arminia Bielefeld   |
| 16 |    | Moeneeb Josephs     | 19 tháng 5, 1980  |         | Bidvest Wits        |
| 17 |    | Katlego Mphela      | 29 tháng 11, 1984 |         | Supersport United   |
| 18 |    | Excellent Walaza    | 8 tháng 4, 1987   |         | Orlando Pirates     |
| 19 |    | Bryce Moon          | 6 tháng 4, 1986   |         | Ajax Cape Town      |
| 20 |    | Brett Evans         | 8 tháng 3, 1982   |         | Ajax Cape Town      |
| 21 |    | Thembinkosi Fanteni | 2 tháng 2, 1984   |         | Maccabi Haifa       |
| 22 |    | Kagiso Dikgacoi     | 24 tháng 11, 1984 |         | Golden Arrows       |
| 23 |    | Itumeleng Khune     | 20 tháng 6, 1987  |         | Kaizer Chiefs       |

### Tunisia
Huấn luyện viên trưởng:  Roger Lemerre
| Số | Vt | Cầu thủ                      | Ngày sinh (tuổi)     | Số trận | Câu lạc bộ         |
| -- | -- | ---------------------------- | -------------------- | ------- | ------------------ |
| 1  |    | Hamdi Kasraoui               | 18 tháng 1 năm 1983  |         | Espérance de Tunis |
| 2  |    | Saïf Ghezal                  | 30 tháng 6 năm 1981  |         | BSC Young Boys     |
| 3  |    | Karim Haggui                 | 20 tháng 1 năm 1984  |         | Bayer Leverkusen   |
| 4  |    | Wisam El-Abdy                | 04 tháng 2 năm 1979  |         | Al-Zamalek         |
| 5  |    | Wissam El Bekri              | 16 tháng 6 năm 1984  |         | Espérance de Tunis |
| 6  |    | Radhouène Felhi              | 28 tháng 3 năm 1984  |         | Étoile du Sahel    |
| 7  |    | Chaouki Ben Saada            | 1 tháng 7 năm 1984   |         | Bastia             |
| 8  |    | Mehdi Nafti                  | 28 tháng 11 năm 1978 |         | Birmingham City    |
| 9  |    | Yassine Chikhaoui            | 22 tháng 9 năm 1986  |         | FC Zürich          |
| 10 |    | Kamel Zaïem                  | 25 tháng 5 năm 1983  |         | Espérance de Tunis |
| 11 |    | Francileudo Silva dos Santos | 20 tháng 3 năm 1979  |         | Toulouse FC        |
| 12 |    | Jaouhar Mnari                | 8 tháng 11 năm 1976  |         | Nürnberg           |
| 13 |    | Saber Ben Frej               | 3 tháng 7 năm 1979   |         | Étoile du Sahel    |
| 14 |    | Chaker Zouaghi               | 10 tháng 1 năm 1985  |         | Lokomotiv Moscow   |
| 15 |    | Radhi Jaïdi                  | 30 tháng 8 năm 1975  |         | Birmingham City    |
| 16 |    | Aymen Mathlouthi             | 14 tháng 9 năm 1984  |         | Étoile du Sahel    |
| 17 |    | Issam Jomaa                  | 28 tháng 1 năm 1984  |         | Caen               |
| 18 |    | Yassin Mikari                | 9 tháng 1 năm 1983   |         | Grasshoppers       |
| 19 |    | Mehdi Meriah                 | 5 tháng 6 năm 1979   |         | Étoile du Sahel    |
| 20 |    | Mehdi Ben Dhifallah          | 6 tháng 5 năm 1983   |         | Étoile du Sahel    |
| 21 |    | Mejdi Traoui                 | 13 tháng 12 năm 1983 |         | Étoile du Sahel    |
| 22 |    | Adel Nefzi                   | 16 tháng 3 năm 1974  |         | Club Africain      |
| 23 |    | Mohamed Amine Chermiti       | 26 tháng 12 năm 1987 |         | Étoile du Sahel    |